# Getter Robot Go
Getter Robot Go (ゲッターロボ號?, Gettā Robo Gō) è una serie televisiva anime robotica creata da Gō Nagai e Ken Ishikawa. Realizzata nel 1991, è composta da 50 episodi. Da essa è stato tratto un manga, in sette volumi, che differisce grandemente dalla serie TV nel finale riportando in campo Ryoma Nagare, del Getter Robot team originale, e spiegando l'origine "quasi divina" dell'energia Getter.

## Episodi anime
| Nº | Giapponese 「Kanji」 - Rōmaji                                                  | In onda           | In onda |
| Nº | Giapponese 「Kanji」 - Rōmaji                                                  | Giapponese        |         |
| 1  | 「出動!!武器なき戦い」 - Shutsudō!! buki naki tatakai                          | 11 febbraio 1991  |         |
| 2  | 「バトルヘリ攻防戦」 - Batoruheri kōbōsen                                      | 18 febbraio 1991  |         |
| 3  | 「武装せよ!ゲッターロボ」 - Busō seyo! gettarobo                               | 25 febbraio 1991  |         |
| 4  | 「ダブルボンバー炸裂!!」 - Daburubonba sakuretsu!!                             | 4 marzo 1991      |         |
| 5  | 「凱、決死のダイビング」 - Gai, kesshi no daibingu                             | 11 marzo 1991     |         |
| 6  | 「橘博士奪回作戦!」 - Tachibana hakase dakkaisakusen!                          | 18 marzo 1991     |         |
| 7  | 「叫べ!!熱き兄弟の絆」 - Sakebe!! atsuki kyōdai no kizuna                      | 25 marzo 1991     |         |
| 8  | 「驚異!敵は大空にあり」 - Kyōi! teki ha oozora niari                           | 1º aprile 1991    |         |
| 9  | 「ネイザー本部危機一髪」 - Neiza honbu kikiippatsu                             | 8 aprile 1991     |         |
| 10 | 「激突!!恐怖の海底決戦」 - Gekitotsu!! kyōfu no kaitei kessen                  | 15 aprile 1991    |         |
| 11 | 「合体せよ!鋼鉄の戦士」 - Gattai seyo! kōtetsu no senshi                       | 22 aprile 1991    |         |
| 12 | 「翔、復讐のバラード」 - Ni.(no?ui,ho.mi. man shi.no                           | 29 aprile 1991    |         |
| 13 | 「反撃せよ、ゲッター凱」 - Hangeki seyo, getta gai                             | 6 maggio 1991     |         |
| 14 | 「クローン人間の恐怖」 - Kurōn ningen no kyōfu                                 | 13 maggio 1991    |         |
| 15 | 「子供達を救出せよ!」 - Kodomotachi wo kyūshutsu seyo!                         | 20 maggio 1991    |         |
| 16 | 「出来るか?海中初合体」 - Dekiru ka? kaichū hatsu gattai                       | 27 maggio 1991    |         |
| 17 | 「立てテツ!自分に勝て」 - Tate tetsu! jibun ni kate                            | 3 giugno 1991     |         |
| 18 | 「無法なる挑戦者」 - Muhō naru chōsensha                                       | 10 giugno 1991    |         |
| 19 | 「メタルビーストの亡霊」 - Metarubisuto no bōrei                               | 17 giugno 1991    |         |
| 20 | 「華麗なるスピード対決」 - Karei naru supido taiketsu                          | 24 giugno 1991    |         |
| 21 | 「ネイザー基地壊滅作戦」 - Neiza kichi kaimetsu sakusen                        | 1º luglio 1991    |         |
| 22 | 「悲劇!深海の独裁者」 - Higeki! shinkai no dokusaisha                          | 8 luglio 1991     |         |
| 23 | 「共に戦え!我戦友よ」 - Tomoni tatakae! ware senyū yo                          | 15 luglio 1991    |         |
| 24 | 「人間蒸発事件を追え」 - Ningen jōhatsu jiken wo oe                            | 22 luglio 1991    |         |
| 25 | 「戦えガイ!涙の約束」 - Tatakae gai! namida no yakusoku                        | 29 luglio 1991    |         |
| 26 | 「大暴れ!ヤシャ男爵」 - Ooabare! yasha danshaku                                | 5 agosto 1991     |         |
| 27 | 「ベイシティ危機一髪」 - Beishitei kikiippatsu                                 | 12 agosto 1991    |         |
| 28 | 「聖剣ソードトマホーク」 - Seiken sōdotomahōku                                 | 19 agosto 1991    |         |
| 29 | 「翔、明日への誓い」 - Ni.(futani?ri,hotata,,                                  | 26 agosto 1991    |         |
| 30 | 「とどけ!蒼き宇宙(そら)の敵」 - Todoke! aoki uchū (sora) no teki               | 2 settembre 1991  |         |
| 31 | 「謎の貴公子ナルキス」 - Nazo no kikōshi narukisu                              | 9 settembre 1991  |         |
| 32 | 「Gアームライザー発動!!」 - G amuraiza hatsudō!!                               | 16 settembre 1991 |         |
| 33 | 「対決!ゲッターVS由自」 - Taiketsu! getta VS yu ji                             | 23 settembre 1991 |         |
| 34 | 「恐怖!!禁断の海域」 - Kyōfu!! kindan no kaiiki                                | 30 settembre 1991 |         |
| 35 | 「台風メタルビースト」 - Taifū metarubisuto                                    | 7 ottobre 1991    |         |
| 36 | 「奪われた磁鋼剣(ソードトマホーク)」 - Ubawa reta ji kō tsurugi (sōdotomahōku) | 14 ottobre 1991   |         |
| 37 | 「モンゴルの青き狼」 - Mongoru no aoki ookami                                  | 21 ottobre 1991   |         |
| 38 | 「ナルキス浮遊要塞(前編)」 - Narukisu fuyū yōsai (zenpen)                      | 28 ottobre 1991   |         |
| 39 | 「ナルキス浮遊要塞(後編)」 - Narukisu fuyū yōsai (kōhen)                       | 4 novembre 1991   |         |
| 40 | 「ゲッター1を救出せよ」 - Getta 1 wo kyūshutsu seyo                            | 11 novembre 1991  |         |
| 41 | 「重力の罠からの脱出」 - Jūryoku no wana karano dasshutsu                      | 18 novembre 1991  |         |
| 42 | 「暴走!メタルビースト」 - Bōsō! metarubisuto                                   | 25 novembre 1991  |         |
| 43 | 「ヤシャ、緑の地に死す」 - Yasha, midori no chi ni shisu                       | 2 dicembre 1991   |         |
| 44 | 「ギリシャの神々の反乱」 - Girisha no kamigami no hanran                       | 9 dicembre 1991   |         |
| 45 | 「帝王ランドウ消滅す!?」 - Teiō randō shōmetsu su!?                            | 16 dicembre 1991  |         |
| 46 | 「ナルキス、新たなる挑戦」 - Narukisu, arata naru chōsen                       | 23 dicembre 1991  |         |
| 47 | 「国連決議・降伏せよ!!」 - Kokurenketsugi. kōfuku seyo!!                       | 6 gennaio 1992    |         |
| 48 | 「突撃!!4人の戦士」 - Totsugeki!!4 nin no senshi                               | 13 gennaio 1992   |         |
| 49 | 「驚異!!邪帝復活」 - Kyōi!! ja mikado fukkatsu                                 | 20 gennaio 1992   |         |
| 50 | 「ゲッターよ永遠に眠れ」 - Getta yo eien ni nemure                             | 27 gennaio 1992   |         |

## Manga

Copertina del volume 8 della collana Getter Robot di d/visual, contenente il primo numero di Getter Robot Go

Il manga è stato serializzato da febbraio 1991 a maggio 1993 da Tokuma Shoten sulla rivista Monthly Shōnen Captain e in seguito raccolto in sette volumi tankōbon. L'edizione italiana è stata pubblicata dalla casa editrice d/visual sulla collana Getter Saga in cinque volumi, a partire dal volume 8, da marzo 2007 fino a febbraio 2008.